# Sala Wilfrid Pelletier
La Sala Wilfrid Pelletier (en francés: Salle Wilfrid-Pelletier) es un recinto multipropósito en la ciudad de Montreal, parte de la provincia de Quebec, al este de Canadá, equipado con sofisticados equipos técnicos. Tiene capacidad para 2.982 personas y es parte del complejo cultural Place des Arts (Plaza de las artes), en el Quartier des Spectacles, un distrito de ocio de Montreal. Aquí tiene su sede la Ópera de Montreal. Construido en 1963 por Hazen Sise, Dimitri Dimakopoulos y Fred Lebensold (de la asociación arquitectónica Montreal Arcop), se llamó inicialmente la Gran Sala, antes de que tomara su nombre actual en honor del famoso director de la Orquesta Sinfónica de Montreal, Wilfrid Pelletier.